# Tulisa
Tulisa (* 13. Juli 1988 in Camden, London; eigentlich Tula Paulinea Contostavlos; griechisch Τούλα Παυλίνα Κοντόσταυλος) ist eine britische Sängerin und Schauspielerin griechisch-zyprischer und irischer Abstammung.

## Karriere
Gemeinsam mit ihrem Cousin Dappy und ihrem gemeinsamen Freund Fazer gründete sie 2000 die Hip-Hop-Band N-Dubz. Mit der Band veröffentlichte sie drei Studioalben. Nachdem die Band im März 2012 ihre Auflösung bekannt gegeben hatte, veröffentlichte sie am 29. April 2012 ihre erste Solosingle Young.
In der Fernsehserie Dubplate Drama spielte sie zwischen 2007 und 2009 die Rolle der kokainabhängigen Laurissa. Sie war von 2011 bis 2012 Mitglied der Jury der britischen Castingshow The X Factor. Im Mai 2010 wurde sie von der Zeitschrift FHM auf Platz 15 der Liste der 100 Sexiest Women in the World gewählt und 2012 wurde sie The Sexiest Woman in the World.
In ihrer Musikkarriere hat sie bisher ein Studioalbum im Dezember 2012 veröffentlicht. Der Titel ist The Female Boss. Aus diesem Album wurden drei Singles ausgekoppelt. Die erfolgreichste ist Young, sie konnte in Großbritannien und Schottland Platz 1 der Charts erreichen, sowie Platz 5 in Irland. Sie wurde auch in den USA veröffentlicht, konnte sich aber nicht platzieren. Die letzte Single Sight of You kam am 2. Dezember auf den Markt. Außerdem schreibt sie ihre Lieder selbst.

## Diskografie

### Alben
- 2012: The Female Boss

### Singles
- 2012: Young
- 2012: Live It Up (featuring Tyga)
- 2012: Skeletons
- 2012: Sight of You
- 2015: Living Without You
- 2016: Sweet Like Chocolate (featuring Akelle)

## Touren
- 2009: Uncle B tour
- 2009: N-Dubz Christmas Party
- 2009: Clubland
- 2010: The Against All Odds Tour
- 2011: Love.Live.Life.Tour